# Hermonassa phenax
Hermonassa phenax är en fjärilsart som beskrevs av Charles Boursin 1968. Hermonassa phenax ingår i släktet Hermonassa och familjen nattflyn. Inga underarter finns listade i Catalogue of Life.